# Giovan Battista Vinci
Giovan Battista Vinci (Vibo Valentia, 26 dicembre 1772 – Pozzuoli, 1º dicembre 1834) è stato un ingegnere italiano. Fu principalmente un ingegnere militare e servì gli eserciti della Repubblica Romana, della Repubblica Cisalpina e del Regno di Napoli sotto i re napoleonidi Giuseppe Bonaparte e Gioacchino Murat.

## Biografia
Giovan Battista Vinci nacque a Vibo Valentia (allora denominata Monteleone) il 26 dicembre 1772. Era nipote dell'ingegner Giuseppe Vinci, che prese parte alla spedizione sanfedista del 1799 e che morì in Altamura nello stesso anno. Dopo aver completato gli studi ed essersi avviato all'architettura nella sua città natale sotto l'egida di suo zio Giuseppe, nel 1790 si recò a Roma dove approfondì i suoi studi nelle matematiche nella scuola del celebre Ab. Pessuti e, sempre a Roma, ebbe modo di fare conoscenze con molti personaggi illustri del periodo.
Nel 1798, Vinci fu chiamato a servire nel corpo degli ingegneri militari della Repubblica Romana e, successivamente, nella Repubblica Cisalpina.
Inoltre, verso la fine del 1807 servì l'esercito francese in Calabria progettando alcune opere che diedero parecchio filo da torcere alla marina inglese e, tra queste fortificazioni e ristrutturazioni, si ricorda il forte di Altafiumara. Vinci ebbe inoltre un ruolo di primo piano nelle opere di fortificazione relative all'assedio di Gaeta del 1815 e, per i particolari meriti dimostrati in tale occasione, fu promosso il 13 giugno 1815 al grado di colonnello.
Nel 1814, Vinci contrasse matrimonio con Maddalena Giordano, figlia di Gaetano Giordano, colonnello di artiglieria, ed ebbe da questa alcuni figli, dei quali risultavano ancora vivi alla morte di Vinci un figlio e una figlia. Congedato dal servizio militare nel 1821, Giovan Battista Vinci si spostò a Pozzuoli, ove si ritirò a vita privata e si dedicò agli affari domestici e all'istruzione dei figli. Morì in tale città il 1º dicembre 1834.
Fu molto riconoscente nei confronti di suo zio Giuseppe Vinci, tanto che soleva dire: "tutto quello che sono, dopo Dio, lo devo a zio Giuseppe" e chiamò uno dei suoi figli Giuseppe, in onore di suo zio.

## Architetture civili e militari
Tra le architetture civili del Vinci si ricordano quelle nella sua città natale Vibo Valentia, in particolare il palazzo dei marchesi Di Francia e quello dei marchesi Gagliardi ma anche il palazzo dei Toraldo a Tropea e "la maestosa linea della regia strada verso il Gran Belvedere da lui tracciata". Tra le architetture militari, invece, si ricordano le riparazioni fatte alle fortificazioni di Capua e Gaeta nonché a quelle di Altafiumara, di Capo Cenide e di Punta di Pezzo.

## Cariche
- Tenente colonnello;
- Colonnello del Real Corpo del Genio del Regno di Napoli (13 giugno 1815 - ?).[9]

## Opere
- Saggio d'architettura civile con alcune cognizioni comuni a tutte le belle arti, Venezia, Modesto Fenzo, 1795.
- Elogio storico del celebre pittore Antonio Cavallucci di Sermoneta, Roma, Antonio Fulgoni, 1795.
- Giornale della difesa della piazza di Gaeta dell'anno 1815, 1815.